# عملیات غیرقابل تصور
عملیات غیرقابل تصور (انگلیسی: Operation Unthinkable) نامی بود که توسط رئیس ستاد انگلیس به دو برنامه جنگ احتمالی علیه اتحاد جماهیر شوروی سوسیالیستی در سال ۱۹۴۵ داده شد. این برنامه‌ها هرگز تصویب و اجرا نشد. ایجاد این برنامه‌ها به دستور نخست‌وزیر انگلیس وینستون چرچیل در ماه مه ۱۹۴۵ انجام شد و توسط ستاد برنامه‌ریزی مشترک نیروهای مسلح انگلیس در مه ۱۹۴۵ در پایان جنگ جهانی دوم در اروپا تهیه شد.